# Marie Gruhl
Marie Gruhl (* 25. Mai 1881 in Barmen; † 21. Februar 1929) war eine deutsche Pädagogin und Studienrätin. Als Mitgründerin des Selbsthilfebundes der Körperbehinderten (Otto-Perl-Bund) war sie eine Pionierin in der Behindertenarbeit, insbesondere, was die gemeinsame Erziehung und den gemeinsamen Unterricht behinderter und nichtbehinderter Kinder und Jugendlicher anbelangt.

## Leben
Gruhl kam am 25. Mai 1881 in Barmen als Tochter des Direktors des Realgymnasiums ihrer Geburtsstadt ohne Füße zur Welt. Sie hatte einen zwölf Jahre älteren Bruder und besuchte von ihrem Vater und ihrer Mutter stets zu größtmöglicher Selbstständigkeit motiviert und erzogen eine öffentliche Schule, was angesichts ihrer Behinderung für die Verhältnisse ihrer Zeit eine Besonderheit darstellte, derer sie sich in späteren Jahren als für sie wichtiges Privileg erinnerte. Sie war mit Prothesen und einem Rollstuhl mobil. Ihr Vater hatte sein Direktorenamt seit 1878 inne, bis er 1882 Provinzialschulrat in Berlin wurde, wohin die Familie in die Frobenstraße 15 zog.
1901 bestand Gruhl die Lehrerinnen-, 1907 die Oberlehrerinnenprüfung; ab 1911 arbeitete sie am städtischen Charlottenlyzeum in Berlin, das ist jene Schule, die sie selbst besucht hatte. Vom Freund der Familie und Gymnasialdirektor Hermann Rassow über die bevorstehende Gründung des Selbsthilfebundes der Körperbehinderten 1919 in Kenntnis gesetzt, schloss sie sich den Gründern Hans Förster, Otto Perl, Friedrich Malikowski und eben Hermann Rassow an. Zu ihren Mitstreiterinnen in ihrem Verein wurden im Laufe der Zeit Hedwig Randow, Hilde Wulff, Irma Dresdner, Inge Fehr und Else Schulz. Von 1919 bis 1922 war Gruhl Schriftführerin des Selbsthilfebundes und dessen Geschäftsführerin ab 1922 nach Hans Försters und bis zu ihrem eigenen Tod.
Gruhl machte sich vor allem in der Kinder- und Jugendarbeit verdient; ihr großes Anliegen war der Kampf gegen Ausgrenzung Behinderter und das Eintreten für gemeinsame Erziehung und gemeinsamen Unterricht behinderter und nichtbehinderter Kinder, so wie sie selbst es durch den Einsatz ihrer Eltern erfahren konnte. Der Selbsthilfebund der Körperbehinderten verstand sein Ziel in der „Förderung der im jugendlichen Alter oder von Geburt an Verkrüppelten“. Gruhl veröffentlichte in der Vereinszeitschrift und in pädagogischen Fachzeitschriften mehrere Vorträge und Aufsätze, in denen sie für obengenannte Ziele und dafür, dass Eltern Behinderter ihre Kinder an öffentliche Schulen schicken mögen, eintrat. Mit Befremden sah Gruhl deren getrennte Erziehung im Sinne einer bloßen Verwahrung mit den Folgen seelisch-geistiger Verkümmerung. Gruhl forderte Unterstützung für das Umfeld, vor allem für die Familien Behinderter, etwa in Form einer Freistellung von Erwerbsarbeit für die Erziehenden und die Vorbereitung von Lehrkräften auf den gemeinsamen Unterricht.
Marie Gruhl besuchte deutsche Kinder-, Waisen-, Alten- und Siechenheime und Kliniken, um die Situation behinderter Kinder und Jugendlicher auszuloten. Sie stellte dabei 1920 fest, dass etliche behinderte Kinder und Jugendliche in Altenheimen untergebracht und mehr verwahrt als versorgt wurden. Sie vermittelte ihnen Kontakt zum Selbsthilfebund und versuchte ihre Elten zu motivieren, mehr für sie zu tun und ihnen den Besuch einer öffentlichen Schule zu ermöglichen. 1928 wurde Gruhl von ihrer Schultätigkeit freigestellt, um Anstalten in Deutschland, Österreich und der Tschechoslowakei zu besuchen und Material für eine Dokumentation über Ausbildungsmöglichkeiten für Körperbehinderte zu sammeln. Sie reiste nach Pommern, Ostpreußen, Schlesien, Prag und Wien, wobei sie sich eine schwere Erkältung zuzog, an deren Folgen sie am 21. Februar 1929 starb.